# Barbara Roberts

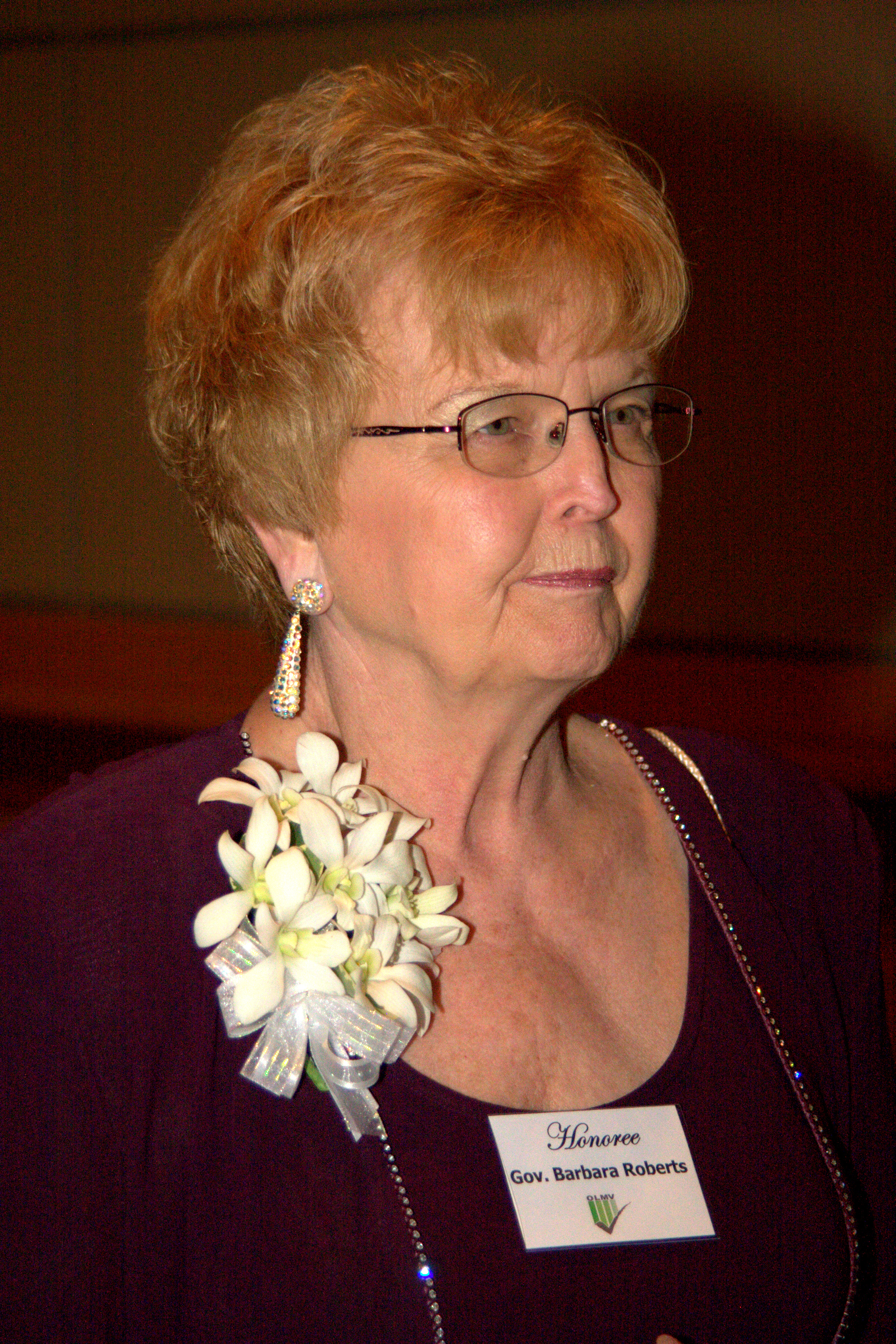
Barbara Roberts in Oregon (2009)

Barbara K. Roberts (* 21. Dezember 1936 in Corvallis, Oregon) ist eine US-amerikanische Politikerin. Sie war von 1991 bis 1995 Gouverneurin des Bundesstaates Oregon.

## Frühe Jahre und politischer Aufstieg
Barbara Roberts besuchte zwischen 1961 und 1964 die Portland State University. Später war sie auch an der Harvard University bzw. an deren John F. Kennedy School of Government. Schon früh engagierte sie sich für behinderte Kinder. Für ihren Einsatz wurde sie 1973 in den Schulrat von Parkrose gewählt, in dem sie zehn Jahre verblieb. Außerdem war sie im Kuratorium des Mount Hood Community College.
Zwischen 1981 und 1985 war Barbara Roberts Abgeordnete im Repräsentantenhaus von Oregon. In den Jahren 1983 und 1984 war sie dort als erste Frau Fraktionsvorsitzende der Demokraten. 1984 wurde sie in das Amt des Secretary of State von Oregon gewählt. Damit war sie seit über 100 Jahren das erste Mitglied der Demokratischen Partei in diesem Amt. Im Jahr 1990 wurde sie dann zur Gouverneurin von Oregon gewählt, wobei sie sich mit 45,7 Prozent der Stimmen vor dem Republikaner David B. Frohnmayer durchsetzte.

## Gouverneurin von Oregon
Roberts trat ihr neues Amt am 14. Januar 1991 an. Sie war die erste und bisher einzige Frau im Amt des Gouverneurs dieses US-Bundesstaates. Als Gouverneurin setzte sie sich für eine verbesserte Bildungspolitik ein und stärkte die Rechte der Behinderten. Außerdem sorgte sie sich um die Umwelt und versuchte die Verwaltung zu reformieren und den Bedingungen der Zeit anzupassen. Sie setzte sich auch für die Rechte der Homosexuellen ein. Ihr Plan, die Mehrwertsteuer zu Gunsten der Krankenversicherung zu erhöhen, wurde von den Bürgern abgelehnt. Daraufhin musste sie Ausgaben kürzen und damit eines ihrer Wahlversprechen brechen. Im Jahr 1994 verzichtete sie auf eine erneute Kandidatur. Aus diesem Grund schied sie im Januar 1995 aus ihrem Amt aus.

## Weiterer Lebenslauf
Nach dem Ende ihrer Amtszeit erhielt sie eine Anstellung als Abteilungsdirektorin an der John F. Kennedy School of Government in Harvard. Im Jahr 1998 übernahm sie eine ähnliche Stelle an der Portland State University. Roberts ist Kuratoriumsmitglied einiger Wohltätigkeitsorganisationen und tritt als Gastrednerin auf. Sie war mit dem Staatssenator Frank Roberts verheiratet, der im Jahr 1993 verstarb. Ihr Sohn Mike, eines von zwei Kindern, ist Autist.

## Werke
- Up the Capitol Steps: A Woman’s March to the Governorship. Oregon State University, Corvallis 2012, ISBN 978-0-87071-610-2.